# François de Wendel (1778-1825)
Pour les articles homonymes, voir François de Wendel et François Wendel.
Pour les autres membres de la famille, voir famille de Wendel.
François Charles de Wendel, premier du nom, né le 19 février 1778 à Charleville et mort le 13 mars 1825 à Metz, était un militaire, maître de forges et homme politique français.

## Biographie
Élève de marine au moment de la Révolution, il émigre avec sa famille et sert comme officier dans l'armée de Condé de 1795 à 1801, avant de rejoindre l'armée autrichienne jusqu'en 1804.
Rentré en France en 1808, il rachète les forges familiales de Hayange (Moselle), auxquelles il ajoute, en 1811, celles de Moyeuvre, qui ne tardèrent pas à prospérer. 
Maire d'Hayange et conseiller général le 28 août 1808, il est député de la Moselle du 30 août 1815 à sa mort en 1825, siégeant dans la minorité ministérielle et au sein de la commission des pensions à accorder aux soldats blessés de l'armée royale de Vendée. Après la dissolution de la Chambre introuvable, il devient président du collège électoral de Thionville.
En 1818, il fait un voyage en Angleterre pour étudier les nouveaux procédés de traitement du fer et de la fonte.
Conseiller de préfecture en 1819, il préside le Conseil général de la Moselle de 1818 à 1825.
En 1823, il obtient une médaille d'or à l'exposition des produits de l'industrie au Louvre.

## Famille
Fils de François Ignace de Wendel (1741-1795), il épousa à Metz le 6 février 1804 sa cousine Joséphine de Fischer de Dicourt (fille de Reine de la Chèze, elle-même fille de Marguerite Brandebourg de Léovillé, fille de Anne Jeanne de Wendel), née en 1784 et décédée en 1872, et en eut cinq enfants :
- Joséphine Marguerite (1804-1851), épouse de Théodore de Gargan ;
- Catherine (1807-1895), épouse de Jacques d'Hemricourt de Grunne ;
- Victor-François (1807-1850) ;
- Charles de Wendel (1809-1870) ;
- Anne-Caroline (1812-1837), épouse de Jean-Baptiste Maurice du Coëtlosquet.

## Sources
- Ressource relative à la vie publique :   - Base Sycomore
- Notices d'autorité :   - VIAF
  - BnF (données)
- « François de Wendel (1778-1825) », dans Adolphe Robert et Gaston Cougny, Dictionnaire des parlementaires français, Edgar Bourloton, 1889-1891 [détail de l’édition]